# Pantà de Casserres
El Pantà de Casserres és un pantà situat a la riera de Clarà, a la confluència amb la rasa del Joncar i el torrent del Vinçà, sota Sant Pau de Casserres. És originat per una presa construïda per a l'abastament d'aigua a la població de Casserres.
La riera de Clarà es troba en un relatiu bon estat de conservació i manté una bona mostra dels sistemes naturals fluvials del curs mitjà del riu Llobregat. Per la qualitat de les seves aigües, manté comunitats d'algues calcàries incrustrants i invertebrats associats, típiques de rieres sobre lloses calcàries. Al pantà, el bosc de ribera és molt discontinu i estret, ja que el bosc de pinassa -afectat pels incendis de l'any 1994- arriba gairebé fins al límit de les aigües. Hi apareixen espècies com freixes, pollancres, verns i diverses espècies de salzes. Hi ha sectors amb canyissar, sobretot a la cua de l'embassament, i alguns claps de boga.
El poblament faunístic és el típic associat a aquests hàbitats. Hi apareix, pel que fa a les aus el balquer (Acrocephalus arundinaceus), la polla d'aigua (Gallinula chloropus), el bernat pescaire (Ardea cinerea), l'ànec collverd (Anas platyrhynchos), etc. La carretera BV-4132 (Casserres - Gironella) travessa el pantà a la zona de la cua. Hi ha diverses línies elèctriques molt pròximes a l'embassament, o creuant les seves aigües. Els usos agraris a l'entorn originen una certa eutrofització de les aigües i potser, episodis de contaminació puntuals per fitosanitaris. A la zona s'hi practica la caça i la pesca. Dins l'aigua hi ha una petita edificació relacionada amb la captació d'aigües.
El Pantà de Casserres està situat dins l'espai del PEIN "Els Tres Hereus".